# Sejneński
Sejneński là một huyện thuộc tỉnh Podlaskie của Ba Lan. Huyện có diện tích 855 km². Đến ngày 1 tháng 1 năm 2011, dân số của huyện là 20934 người và mật độ 24 người/km².